# تومي كي عامي كي رزكار رزكار

رسومات جرافيتي لشعارات رضاكار رسمها الطلاب بعد ثورة يوليو في دكا

تقول الكتابة على تقويم شهر يوليو في دكا "من أنت، من أنا، رضاكار رضاكار" في الغرفة بتاريخ 14 يوليو.

تومي كي، عامي كي، راجكار راجكار، كي بوليسي، كي بوليسي، شويراسار، شويراسار (তুমি কে আমি কে, রাজাকার রাজাকার, কে বলেছে কে বলেছে স্বৈরাচার স্বৈরাচার, المعنى: من أنت، من أنا، راجاكار راجاكار (الخائن)، الذي قال، الذي قال، الطغيان، الطغيان) هو شعار مستخدم في حركة إصلاح الكوتا في بنغلاديش عام 2024 من 14 يوليو 2024، والذي استلهم من الشيخة حسينة التي وصفت الطلاب المحتجين بأنهم "أحفاد راجاكار". لقد لعب هذا الشعار دوراً كبيراً في تكثيف الحركة، حتى أصبح فيما بعد الشعار الرئيسي للحركة. وزعم ديبو موني وجونيد أحمد بالاك والعديد من الشخصيات والمنظمات السياسية أن إطلاق هذا الشعار يمثل عدم احترام عميق لروح حرب التحرير وتاريخ بنغلاديش. وقالت الشيخة حسينة في وقت لاحق إنها لم تخاطب الطلاب. وقد تم كتابة الكثير من الأدب والموسيقى في وقت لاحق حول هذا الشعار وكان هناك الكثير من النقاش والانتقادات حول تفسير هذا الشعار. استذكر الطلاب المشاركون في حركة 15 سبتمبر 2024 هذا اليوم في حرم جامعة دكا بهذا الشعار.